# Вулкано
Вулкано (итал. Vulcano) је једно од Липарских острва, североисточно од Сицилије у Тиренском мору. Површина острва је 21 км², а највиши врх износи 500 м. 
На острву постоје три вулкана, од којих је један још активан. Последње велике ерупције су биле 1888. — 1900. године.